# Liste der Monuments historiques in Blancey
Die Liste der Monuments historiques in Blancey führt die Monuments historiques in der französischen Gemeinde Blancey auf.

## Liste der Immobilien
| Bezeichnung          | Beschreibung | Standort               | Kennzeichnung | Schutzstatus | Datum | Bild           |
| -------------------- | --- | ---------------------- | ------------- | ------------ | ----- | -------------- |
| Château de Blancey   | festes Haus, spätmittelalterlich, im 17. und 18. Jahrhundert zum Schloss umgebaut; mit der Einfriedung des Parks | Rue du Château (Lage)  | PA00112144    | Inscrit      | 1988  | weitere Bilder |
| Kirche St-Symphorien | ab dem 12. Jahrhundert                                                                                           | Rue de l’Eglise (Lage) | PA00112145    | Inscrit      | 1927  | weitere Bilder |

## Liste der Objekte
| Bezeichnung                   | Beschreibung                                            | Standort                           | Kennzeichnung | Schutzstatus | Datum | Bild |
| ----------------------------- | ------------------------------------------------------- | ---------------------------------- | ------------- | ------------ | ----- | ---- |
| Reiterskulptur Heiliger Georg | Holz, farbig gefasst, erste Hälfte des 16. Jahrhunderts | in der Kirche St-Symphorien (Lage) | PM21000343    | Classé       | 1919  |      |